# Rainer Egger (Instrumentenbauer)
Rainer Egger (* 1947) ist ein Schweizer Metallblasinstrumentenbauer aus Basel, der sich auf den Nachbau historischer, vor allem barocker Blechblasinstrumente spezialisiert hat.
Unter anderem wurde 2005 sein erfolgreicher Nachbau des Reiche-Horns bekannt, der Barockmusikern heute einen Zugang zu diesem verschollenen Instrument ermöglicht, für das Johann Sebastian Bach mehrere besonders virtuose Trompetensätze schrieb. Egger hat nicht nur alte Instrumente kopiert, sondern auch manche ihrer Nachteile in der Handhabung und Spielbarkeit durch fertigungstechnische oder mechanische Verbesserungen behoben. Dies hat nicht unwesentlich zur wachsenden internationalen Popularität der historischen Aufführungspraxis beigetragen.